# Chibchea picunche
Chibchea picunche là một loài nhện trong họ Pholcidae. Loài này được phát hiện ở Chile.